# Stagonospora equisetina
Stagonospora equisetina är en svampart som beskrevs av Trail 1887. Stagonospora equisetina ingår i släktet Stagonospora och familjen Phaeosphaeriaceae.   Inga underarter finns listade i Catalogue of Life.